# Il sonno del gatto reale
Il sonno del gatto reale (Royal Cat Nap) è un film del 1958 diretto da William Hanna e Joseph Barbera. È il centoundicesimo cortometraggio animato della serie Tom & Jerry, distribuito il 7 marzo 1958 dalla Metro-Goldwyn-Mayer.
Il sonno del gatto reale è stato l'ultimo dei quattro cortometraggi "sorcettieri" e anche l'unico di essi non prodotto da Fred Quimby.

## Trama
Parigi, XVII secolo. Un re francese cerca di dormire in pace, ma viene svegliato da Jerry e Tuffy mentre tentavano di rubare del cibo. Infuriato, ordina perciò a Tom, la sua guardia di corte, di far sì che non sia fatto alcun tipo di rumore, avvertendolo che se sarà svegliato per la seconda volta lo farà decapitare. Sfortunatamente la missione si rivela per Tom molto complicata, siccome Jerry e Tuffy fanno di tutto per svegliare il sovrano. Tom riesce ogni volta a non svegliare il re e, dopo un breve duello, scaccia Jerry e Tuffy dalla stanza da letto, chiudendo a chiave tutte le porte. I due topi riescono tuttavia a lanciare dal buco della serratura una freccia, che va a finire sul sedere di Tom, il quale, con le sue urla, finisce per svegliare il re. Egli, infuriato, minaccia Tom di condannarlo alla decapitazione, ma Tuffy riesce a placarlo, facendolo riaddormentare attraverso la canzone Frère Jacques. Tom, Jerry e Tuffy escono silenziosamente dalla stanza, per poi riprendere il loro duello con le spade, con Tuffy che dice rassegnato "C'est la guerre".